# Mason Lee

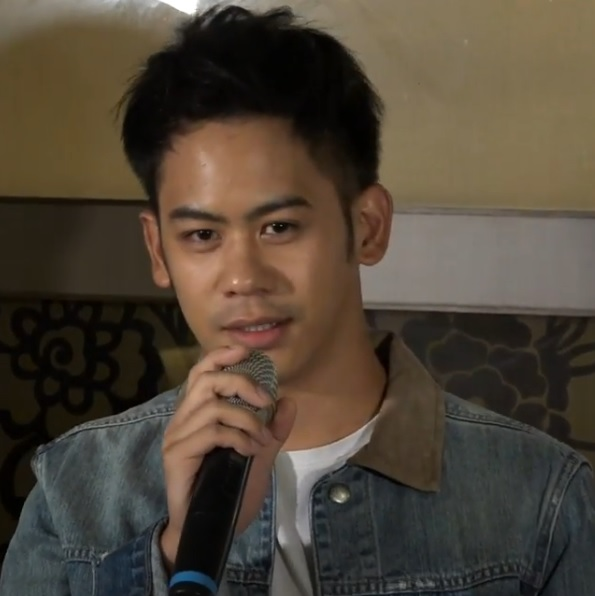
Mason Lee

Mason Lee (* 1990) ist ein taiwanisch-US-amerikanischer Schauspieler, der vor allem für seine Rolle als Teddy in der Komödie Hangover 2 bekannt ist.

## Leben
Lee wurde 1990 als Sohn des Regisseurs Ang Lee und der Mikrobiologin Jane Lin geboren. Er hat einen älteren Bruder. Er studierte Schauspielerei an der New York University.
Ende November 2022 wurde bekannt, dass Ang Lee eine Filmbiografie über den Kampfkünstler und Schauspieler Bruce Lee plant. Die Hauptrolle soll sein Sohn Mason bekleiden.

## Filmografie
- 1993: Das Hochzeitsbankett (Xi yan)
- 2001: Chosen (Kurzfilm)
- 2011: Hangover 2 (The Hangover Part II)
- 2014: Lucy
- 2016: Die irre Heldentour des Billy Lynn (Billy Lynn’s Long Halftime Walk)
- 2016: Fresh Off the Boat (Folge: Heimweh nach Orlando)
- 2017: Duckweed (乘风破浪)[3]
- 2017: The Missing (绑架者)[4]
- 2017: Who Killed Cock Robin (目擊者)[5][3]
- 2017: Legend of the Demon Cat (妖猫传)[6]
- 2018: Dead Pigs (海上浮城)[7]
- 2018: Suburban Birds (郊区的鸟)[8][9]
- 2019: Martial World[10]
- 2021: Limbo